# Ternóvoie (Xebékino)
|  | Per a altres significats, vegeu «Ternóvoie». |

Ternóvoie - Терновое (rus) - és un poble de l'óblast de Bélgorod, a Rússia. El 2010 tenia 273 habitants. Pertany al districte (raion) de Xebékino.